# Lu Säuberlich

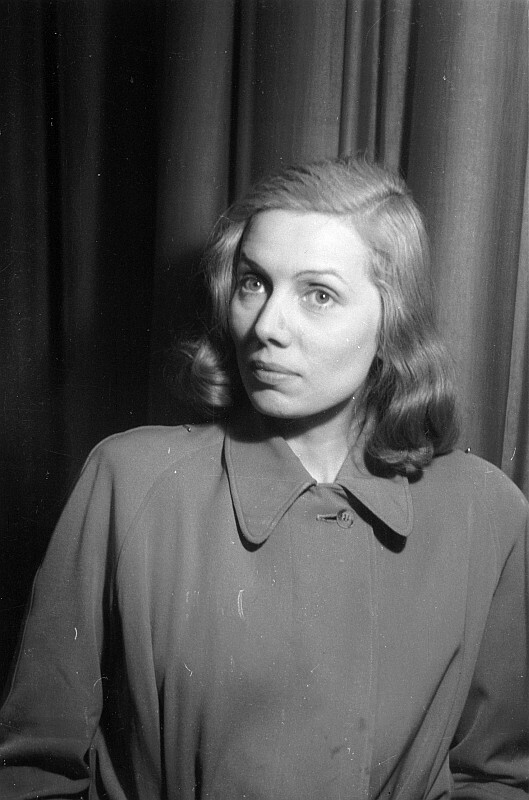
Lu Säuberlich am Hebbel-Theater Berlin 1945

Lu Säuberlich (* 9. November 1911 in Osterholz bei Bremen; † 5. August 1976 in Berlin; eigentlich Liselotte Säuberlich-Lauke) war eine deutsche Schauspielerin und Synchronsprecherin.

## Leben
Lu Säuberlich absolvierte ihre Schauspielausbildung in Frankfurt am Main, wo sie auch ihr erstes Bühnenengagement erhielt. Es folgten Theaterstationen in Stettin und Berlin (Komödie), ehe sie Heinrich George 1939 an das Berliner Schiller-Theater holte. Dort erregte sie besonders als Renate in Max Halbes Jugend unter der Regie von Jürgen Fehling Aufsehen. Sie stand 1944 in der Gottbegnadeten-Liste des Reichsministeriums für Volksaufklärung und Propaganda.
Auch nach Kriegsende blieb sie den Berliner Bühnen verbunden. 1951 wurde sie mit Wiedereröffnung des Schiller-Theaters Mitglied des Ensembles der Staatliche Schauspielbühnen Berlin. 25 Jahre lang spielte sie am Schiller- und am Schlosspark-Theater unter Regisseuren wie Boleslaw Barlog, Walter Felsenstein, Oscar Fritz Schuh, Karlheinz Stroux und Hans Lietzau. Ihr Repertoire umfasste Chargen- und Charakterrollen.
1963 wurde sie für ihre künstlerische Leistung mit dem Titel Berliner Staatsschauspielerin ausgezeichnet.
1944 gab Lu Säuberlich zudem in Das Mädchen Juanita ihr Spielfilmdebüt. Neben ihrer umfangreichen Bühnentätigkeit war sie immer wieder auch in Film- und Fernsehproduktionen zu sehen wie dem Drama Ein Frauenarzt klagt an, der Gerhart-Hauptmann-Adaption, dem Edgar-Wallace-Krimi Neues vom Hexer und der Komödie Morgens um sieben ist die Welt noch in Ordnung nach dem gleichnamigen Roman von Eric Malpass. Einem bundesweiten Publikum wurde sie auch als Oma in der Vorabendserie Hier kocht der Chef bekannt.
Daneben war Lu Säuberlich langjährig als Synchronsprecherin tätig und lieh ihre Stimme u. a. Ethel Barrymore (Die Wendeltreppe), Linda Darnell (Die Ungetreue), Greer Garson (Gefundene Jahre) und Myrna Loy (Gabilan, mein bester Freund).

## Filmografie (Auswahl)
- 1944/52: Das Mädchen Juanita
- 1952: Postlagernd Turteltaube
- 1960: Bumerang
- 1964: Ein Frauenarzt klagt an
- 1965: Neues vom Hexer
- 1968: Morgens um sieben ist die Welt noch in Ordnung
- 1969: Amerika oder Der Verschollene
- 1971: Die Weber
- 1972: Flint
- 1974: Hier kocht der Chef
- 1975: Berlin – 0:00 bis 24:00

## Hörspiele (Auswahl)
- 1945: Gotthold Ephraim Lessing: Nathan der Weise – Bearbeitung und Regie: Hannes Küpper (Berliner Rundfunk)
- 1947: John Boynton Priestley: Die fremde Stadt – Bearbeitung und Regie: Hedda Zinner (Berliner Rundfunk)
- 1947: Kurt Schwollius: Wer ist unschuldig? – Regie: Heinrich Voigt (Berliner Rundfunk)
- 1948: Carl Zuckmayer: Der Schinderhannes (Julchen) – Regie: Hannes Küpper (Berliner Rundfunk)
- 1949: Aristophanes: Lysistrata (Lysistrata) – Regie: Carlheinz Riepenhausen (Berliner Rundfunk)
- 1963: Thierry: Pension Spreewitz (Die Schauspielerin Schill, Folge 129, Erstsendung 2. Februar 1963) – Regie: Ivo Veit (RIAS Berlin)
- 1964: Robert Adolf Stemmle: Bagnosträfling 4720 (Der Fall Seznec) (Ehefrau von Guillaume Seznec) – Regie: Robert Adolf Stemmle (SFB)
- 1964: Alice Berend: Frau Hempels Tochter. Damals war’s – Geschichten aus dem alten Berlin (Mutter Graf) (Geschichte Nr. 2 in 10 Folgen) – Regie: Ivo Veit (RIAS Berlin)[3]
- 1965: Ulrike Brückner: Berliner Rangen. Damals war’s – Geschichten aus dem alten Berlin (verw. Frau Amtsgerichtsrat Bergmann) (Geschichte Nr. 4 in 8 Folgen) – Regie: Ivo Veit (RIAS Berlin)
- 1968: Erdmann Graeser: Die Eisrieke. Damals war’s – Geschichten aus dem alten Berlin (Frau von Eschwege) (Geschichte Nr. 9 in 12 Folgen)  – Regie: Ivo Veit (RIAS Berlin)
- 1969: Friederike Mayröcker: Mövenpink oder 12 Häuser – Regie: Ulrich Gebhardt (Hörspiel – RIAS Berlin)
- 1969: Friedrich Hackländer: Bertha Wegemanns Wege. Damals war’s – Geschichten aus dem alten Berlin (Frau Töpfer) (Geschichte Nr. 11 in 15 Folgen) – Regie: Ivo Veit (RIAS Berlin)
- 1970: Erdmann Graeser: Herr Kanzleirat Ziepke. Damals war’s – Geschichten aus dem alten Berlin (Mathilde von Piranelli) (Geschichte Nr. 13 in 12 Folgen) – Regie: Ivo Veit (RIAS Berlin)
- 1974: Alfred Andel: Der stramme Max. Damals war’s – Geschichten aus dem alten Berlin (Geschichte Nr. 21 in 12 Folgen) (verwitwete Frau Obersekretär Friederich) (RIAS Berlin)
- 1975: Henry Slesar: Die Sache mit der freundlichen Kellnerin (Marian, Wirtin) – Regie: Friedhelm von Petersson (SFB / RB)